# Гамбит Муцио
Гамбит Муцио, гамбит Полерио или гамбит Полерио — Муцио — шахматный дебют, острая разновидность королевского гамбита. Начинается ходами:
1. е2-e4 е7-e5
2. f2-f4 e5:f4
3. Kg1-f3 g7-g5
4. Cf1-c4 g5-g4
5. 0-0.
Относится к открытым началам и имеет идентификатор С37 согласно кодам шахматных дебютов.

## История
Данный вариант был упомянут ещё в рукописи итальянского шахматиста XVI—XVII веков Дж. Ч. Полерио. Однако в трудах Полерио ход был обнаружен лишь в 1894 году. В широкую практику дебют был введён около 1800 года Вердони и его учеником Дж. Г. Сарратом. В связи с неверной информацией у Дж. Г. Саррата изобретателем дебюта стал считаться некий Алессандро Муцио.
До нахождения дебюта у Полерио считалось, что гамбитный ход впервые упомянул А. Сальвио, при этом идею гамбита ему якобы сообщил слабый шахматист, синьор Муцио, подсмотревший ход в партии между Дж. Кашио и каким-то неизвестным. Саррат некорректно пересказал Сальвио, сообщив, что Муцио обычно побеждал Кашио, используя этот гамбит

## Идея гамбита
В гамбите Муцио белые ради скорейшего развития атаки идут на дополнительную жертву королевского коня (после уже совершенной жертвы пешки f). Монография «Королевский гамбит» (1988) отмечает рокировку, оставляющую коня под ударом, как сильнейшее продолжение из возникшей позиции. В свете описанных ниже острых вариантов гамбита Муцио менее рискованным за белых является продолжение 5. Кe5 Фh4+ 6. Крf1 (Гамбит Сальвио) и далее:
I. 6. ...Кf6 7. Фe1 Фxe1+ 8. Крxe1 (Salvio, Santa Maria Defense) с примерными вариантами:
1) 8. ...d6 9. Кxf7 Лg8 10. e5 d5 11. ef dc 12. Кe5 Се6;
2) 8. ...Сg7 9. Сxf7+ Крd8 10. Сb3 Лf8;
3) 8. ...Кc6 9. Сxf7+ Крe7 10. Кxc6+ dc 11. Сb3 c предпочтительной позицией у черных во всех случаях. Слабее за черных 8. ...Кxe4 9. Кxf7 Кd6 10. Кxh8 Кxc4 11. h3 gh 12. Лxh3 d5 13. Лxh7 Сf5 14. Лh5 Сxc2 15. d3 Сxd3 16. Лxd5 Сe4 17. Лd4 Кd6 18. Кc3 Сf5 19. Лxf4 с примерным равенством.
II. 6. ...Кc6! (Salvio, Viennese Variation) с примерными вариантами:
а) 7. Сxf7+ Крd8 8. d4 Кxe5 9. dxe5 f3;
b)  7. d4 Кxe5 8. dxe5 f3;
c)  7. Кxf7 b5 8. Сd5 f3 с явным перевесом черных во всех случаях, вследствие чего современная теория расценивает гамбит Сальвио не вполне корректным продолжением, отдавая предпочтение гамбиту Муцио. Возможно, что наиболее спокойным после ходов 1. e4 e5 2. f4 ef 3. Кf3 g5 является ход петербургского шахматиста первой половины XIX века А. Розентретера 4. d4  - при продолжении 4. ...g4 5. Кe5 Фh4+ 6. g3 fg 7.Фxg4 Фxg4 8. Кxg4 (Гамбит Розентретера) с примерным равенством. Однако здесь за черных можно играть 4. ...d6 и например на 5. h4 g4 приходится отступать конем на исходное поле 6. Кg1 и после 6. ...Сh6 перевес у черных. Белые могут рассчитывать на уравнение при размене ферзей в Гамбите Кизерицкого 4. h4 g4 5. Кe5 Фe7 6. d4 d6 7. Кxg4 Фxe4+ 8. Фe2, но в вариантах Берлинской защиты этого гамбита 5. ...Кf6! 6. Кxg4! Кxe4! 7. d3 Кg3 8. Сxf4 Фe7+ 9. Сe2 Лg8! 10. Сxg3 Лxg4 11. Сf2 Лxg2
А) 12. Крf1?! Лxf2+! 13. Крxf2 Фf6+ 14. Крg2 Фxb2 15. Кd2 или 14. ...Фg7+ 15. Крh3 Кc6;
Б) 12. Кc3 d5 13. Фd2 d4 14. Кe4 или 13. ...c6 14. Сe3 Сg4;
В) 12. Фd2 Лg6 13. h5 Сh6 14. Фc3 Лg8 или 13. ...Лe6 14. Сh4 Фd6
предстоит острая борьба, в которой шансы черных оцениваются выше.
Наконец на 4. Кс3 (Гамбит Квааде, Quade Gambit) лучше за черных не 4. ... g4 5. Кe5 Фh4 + 6.g3 fg 7.Фxg4 Фxg4 8.Кxg4 d5 с примерным равенством, а также 4....d6, как и в гамбите Розентретера, например 5. d4 g4! 6. Сxf4 (плохо и 6. Кg1 Фh4+ 7. Крe2 Кc6 8. Сxf4 Сg7 и 6. Сc4 gxf3 7. Фxf3 Фh4+ 8. g3 Фg4 с перевесом у черных в обоих случаях) 6. ...gf 7. Фxf3 Кc6! и за пожертвованную фигуру у белых нет достаточной компенсации:
A) 8. Сb5 Сd7 9. O-O-O Фh4 и черные тоже готовы рокировать в длинную сторону;
B) 8. O-O-O Фh4! 9. g3 Сg4 10. Фe3 Фh5 11. Лd2 Кge7 12. d5 Кe5 13. Кb5 Лc8 14. Кxa7 Лd8 15. Кb5 К7g6 16. Кxc7+ Крe7 17. Кb5 Кxf4 18. gf Сh6! - черные "откупились" еще двумя пешками и готовы перехватить инициативу и реализовать свой перевес;
C) 8. Сc4 (возможно - сильнейшее) 8. ...Кxd4 9. Фf2 Кe6! 10. 0-0! (проигрывает 10. e5? d5! 11. Сxd5 c6! 12. Сb3 Сc5 13. Фf3 Кd4 14. Фg3 Кf5 15. Фf3 Фh4+ 16. Сg3 Фh6 17. Кe4 Фe3+ 18. Фxe3 Сxe3) 10. ...Сg7 11. Сe5! f6! 12. Лad1 Кh6 и у белых нет лучшего, чем 13. Сxf6 Фxf6 14. Фxf6 Сxf6 15. Лxf6 Кg4 16.Лxe6+ Сxe6 17. Сxe6 Кe5 - у черных в эндшпиле небольшой материальный перевес - качество за пешку, но программа "Стокфиш" считает еще сильнее, чем немедленное взятие слоном на e6: 16... Крd8 17. Лd3 Сxe6 18. Сxe6 Кe5 19. Лg3 Крe7 20. Сf5 c6 оценивая позицию с глубиной расчета 35 ходов как -1,4 в пользу черных.
Поэтому желание играть именно гамбит Муцио, а не другие гамбиты, приведенные выше, основано на владении белыми длительной инициативой при практически любых продолжениях черных.
Ю. Л. Авербах и М. А. Бейлин писали (1972), что идея жертвы в гамбите Муцио достаточно обоснована и в свете современной шахматной теории. Однако, несмотря на интересность гамбита, в серьёзной турнирной практике он фактически перестал применяться, так как для белых сопряжён с исключительно большим риском, а чёрных обрекает на тяжелую пассивную защиту. В книге «Мои 60 памятных партий» Р. Д. Фишер (1969) писал, что в гамбите Муцио «уже давно нет никакой романтики», утверждая, что анализ этого варианта доведен до ничьей. Как мы увидим ниже, это не так.
Наилучшей стратегией защиты за чёрных является игра на сохранение пешки f4 всеми возможностями, так как она перекрывает нападение на поле f7.
Во времена Полерио в Италии практиковалась свободная рокировка, позволяющая поставить короля не на g1, а на h1, что делало атаку белых более опасной Действительно, при короле белых на h1 продолжение 5. …gf 6. Ф:f3 Фf6 7. Кc3 Кe7 8. d4 Сh6 9. e5 Фh4 10. Фe4 дает белым хорошую компенсацию за фигуру, например, 10. ...O-O! 11. Сxf4 Сg7 12. Кb5 Кa6 13. Фf3 Кg6 14. Сg3 Фg5 15. Лae1 Крh8 16. Кc3 Кb4 17. Кe4 Фh6 18. Фc3 Кc6 19. Кf6 d6 20. exd6 cxd6 21. Сxd6 Лd8 22. Сc7 Лf8 23. Cd6 Лd8 с ничьей повторением ходов или 15. ... d6 16. Кc3 Фg4 17. Сxf7+ Крh8 18. e6 и черным лучше всего вернуть фигуру: 18. ...Сxe6 19. Лxe6 Фxe6 20. Сxe6 Лxf3 21. gxf3 Сxd4 22. Кe4 или 18. ...Фxf3 19. Лxf3 Сxe6 20. Лxe6 Сxd4 21. Кe4, так как у белых даже без ферзей большой перевес при  18. ...Кb4 19. e7! или при 18. ...Кe7 19. Сh4!

## Основное продолжение
|   | a | b | c | d | e | f | g | h |   |
| - | --- | --- | --- | --- | --- | --- | --- | --- | - |
| 8 | a8 чёрная ладья · c8 чёрный слон · d8 чёрный король · h8 чёрная ладья · a7 чёрная пешка · b7 чёрная пешка · c7 чёрная пешка · d7 чёрная пешка · e7 чёрный конь · f7 чёрная пешка · h7 чёрная пешка · c6 чёрный конь · h6 чёрный слон · d5 белый конь · f5 чёрный ферзь · c4 белый слон · f4 чёрная пешка · d3 белая пешка · f3 белый ферзь · a2 белая пешка · b2 белая пешка · c2 белая пешка · d2 белый слон · g2 белая пешка · h2 белая пешка · e1 белая ладья · f1 белая ладья · g1 белый король | a8 чёрная ладья · c8 чёрный слон · d8 чёрный король · h8 чёрная ладья · a7 чёрная пешка · b7 чёрная пешка · c7 чёрная пешка · d7 чёрная пешка · e7 чёрный конь · f7 чёрная пешка · h7 чёрная пешка · c6 чёрный конь · h6 чёрный слон · d5 белый конь · f5 чёрный ферзь · c4 белый слон · f4 чёрная пешка · d3 белая пешка · f3 белый ферзь · a2 белая пешка · b2 белая пешка · c2 белая пешка · d2 белый слон · g2 белая пешка · h2 белая пешка · e1 белая ладья · f1 белая ладья · g1 белый король | a8 чёрная ладья · c8 чёрный слон · d8 чёрный король · h8 чёрная ладья · a7 чёрная пешка · b7 чёрная пешка · c7 чёрная пешка · d7 чёрная пешка · e7 чёрный конь · f7 чёрная пешка · h7 чёрная пешка · c6 чёрный конь · h6 чёрный слон · d5 белый конь · f5 чёрный ферзь · c4 белый слон · f4 чёрная пешка · d3 белая пешка · f3 белый ферзь · a2 белая пешка · b2 белая пешка · c2 белая пешка · d2 белый слон · g2 белая пешка · h2 белая пешка · e1 белая ладья · f1 белая ладья · g1 белый король | a8 чёрная ладья · c8 чёрный слон · d8 чёрный король · h8 чёрная ладья · a7 чёрная пешка · b7 чёрная пешка · c7 чёрная пешка · d7 чёрная пешка · e7 чёрный конь · f7 чёрная пешка · h7 чёрная пешка · c6 чёрный конь · h6 чёрный слон · d5 белый конь · f5 чёрный ферзь · c4 белый слон · f4 чёрная пешка · d3 белая пешка · f3 белый ферзь · a2 белая пешка · b2 белая пешка · c2 белая пешка · d2 белый слон · g2 белая пешка · h2 белая пешка · e1 белая ладья · f1 белая ладья · g1 белый король | a8 чёрная ладья · c8 чёрный слон · d8 чёрный король · h8 чёрная ладья · a7 чёрная пешка · b7 чёрная пешка · c7 чёрная пешка · d7 чёрная пешка · e7 чёрный конь · f7 чёрная пешка · h7 чёрная пешка · c6 чёрный конь · h6 чёрный слон · d5 белый конь · f5 чёрный ферзь · c4 белый слон · f4 чёрная пешка · d3 белая пешка · f3 белый ферзь · a2 белая пешка · b2 белая пешка · c2 белая пешка · d2 белый слон · g2 белая пешка · h2 белая пешка · e1 белая ладья · f1 белая ладья · g1 белый король | a8 чёрная ладья · c8 чёрный слон · d8 чёрный король · h8 чёрная ладья · a7 чёрная пешка · b7 чёрная пешка · c7 чёрная пешка · d7 чёрная пешка · e7 чёрный конь · f7 чёрная пешка · h7 чёрная пешка · c6 чёрный конь · h6 чёрный слон · d5 белый конь · f5 чёрный ферзь · c4 белый слон · f4 чёрная пешка · d3 белая пешка · f3 белый ферзь · a2 белая пешка · b2 белая пешка · c2 белая пешка · d2 белый слон · g2 белая пешка · h2 белая пешка · e1 белая ладья · f1 белая ладья · g1 белый король | a8 чёрная ладья · c8 чёрный слон · d8 чёрный король · h8 чёрная ладья · a7 чёрная пешка · b7 чёрная пешка · c7 чёрная пешка · d7 чёрная пешка · e7 чёрный конь · f7 чёрная пешка · h7 чёрная пешка · c6 чёрный конь · h6 чёрный слон · d5 белый конь · f5 чёрный ферзь · c4 белый слон · f4 чёрная пешка · d3 белая пешка · f3 белый ферзь · a2 белая пешка · b2 белая пешка · c2 белая пешка · d2 белый слон · g2 белая пешка · h2 белая пешка · e1 белая ладья · f1 белая ладья · g1 белый король | a8 чёрная ладья · c8 чёрный слон · d8 чёрный король · h8 чёрная ладья · a7 чёрная пешка · b7 чёрная пешка · c7 чёрная пешка · d7 чёрная пешка · e7 чёрный конь · f7 чёрная пешка · h7 чёрная пешка · c6 чёрный конь · h6 чёрный слон · d5 белый конь · f5 чёрный ферзь · c4 белый слон · f4 чёрная пешка · d3 белая пешка · f3 белый ферзь · a2 белая пешка · b2 белая пешка · c2 белая пешка · d2 белый слон · g2 белая пешка · h2 белая пешка · e1 белая ладья · f1 белая ладья · g1 белый король | 8 |
| 7 | a8 чёрная ладья · c8 чёрный слон · d8 чёрный король · h8 чёрная ладья · a7 чёрная пешка · b7 чёрная пешка · c7 чёрная пешка · d7 чёрная пешка · e7 чёрный конь · f7 чёрная пешка · h7 чёрная пешка · c6 чёрный конь · h6 чёрный слон · d5 белый конь · f5 чёрный ферзь · c4 белый слон · f4 чёрная пешка · d3 белая пешка · f3 белый ферзь · a2 белая пешка · b2 белая пешка · c2 белая пешка · d2 белый слон · g2 белая пешка · h2 белая пешка · e1 белая ладья · f1 белая ладья · g1 белый король | a8 чёрная ладья · c8 чёрный слон · d8 чёрный король · h8 чёрная ладья · a7 чёрная пешка · b7 чёрная пешка · c7 чёрная пешка · d7 чёрная пешка · e7 чёрный конь · f7 чёрная пешка · h7 чёрная пешка · c6 чёрный конь · h6 чёрный слон · d5 белый конь · f5 чёрный ферзь · c4 белый слон · f4 чёрная пешка · d3 белая пешка · f3 белый ферзь · a2 белая пешка · b2 белая пешка · c2 белая пешка · d2 белый слон · g2 белая пешка · h2 белая пешка · e1 белая ладья · f1 белая ладья · g1 белый король | a8 чёрная ладья · c8 чёрный слон · d8 чёрный король · h8 чёрная ладья · a7 чёрная пешка · b7 чёрная пешка · c7 чёрная пешка · d7 чёрная пешка · e7 чёрный конь · f7 чёрная пешка · h7 чёрная пешка · c6 чёрный конь · h6 чёрный слон · d5 белый конь · f5 чёрный ферзь · c4 белый слон · f4 чёрная пешка · d3 белая пешка · f3 белый ферзь · a2 белая пешка · b2 белая пешка · c2 белая пешка · d2 белый слон · g2 белая пешка · h2 белая пешка · e1 белая ладья · f1 белая ладья · g1 белый король | a8 чёрная ладья · c8 чёрный слон · d8 чёрный король · h8 чёрная ладья · a7 чёрная пешка · b7 чёрная пешка · c7 чёрная пешка · d7 чёрная пешка · e7 чёрный конь · f7 чёрная пешка · h7 чёрная пешка · c6 чёрный конь · h6 чёрный слон · d5 белый конь · f5 чёрный ферзь · c4 белый слон · f4 чёрная пешка · d3 белая пешка · f3 белый ферзь · a2 белая пешка · b2 белая пешка · c2 белая пешка · d2 белый слон · g2 белая пешка · h2 белая пешка · e1 белая ладья · f1 белая ладья · g1 белый король | a8 чёрная ладья · c8 чёрный слон · d8 чёрный король · h8 чёрная ладья · a7 чёрная пешка · b7 чёрная пешка · c7 чёрная пешка · d7 чёрная пешка · e7 чёрный конь · f7 чёрная пешка · h7 чёрная пешка · c6 чёрный конь · h6 чёрный слон · d5 белый конь · f5 чёрный ферзь · c4 белый слон · f4 чёрная пешка · d3 белая пешка · f3 белый ферзь · a2 белая пешка · b2 белая пешка · c2 белая пешка · d2 белый слон · g2 белая пешка · h2 белая пешка · e1 белая ладья · f1 белая ладья · g1 белый король | a8 чёрная ладья · c8 чёрный слон · d8 чёрный король · h8 чёрная ладья · a7 чёрная пешка · b7 чёрная пешка · c7 чёрная пешка · d7 чёрная пешка · e7 чёрный конь · f7 чёрная пешка · h7 чёрная пешка · c6 чёрный конь · h6 чёрный слон · d5 белый конь · f5 чёрный ферзь · c4 белый слон · f4 чёрная пешка · d3 белая пешка · f3 белый ферзь · a2 белая пешка · b2 белая пешка · c2 белая пешка · d2 белый слон · g2 белая пешка · h2 белая пешка · e1 белая ладья · f1 белая ладья · g1 белый король | a8 чёрная ладья · c8 чёрный слон · d8 чёрный король · h8 чёрная ладья · a7 чёрная пешка · b7 чёрная пешка · c7 чёрная пешка · d7 чёрная пешка · e7 чёрный конь · f7 чёрная пешка · h7 чёрная пешка · c6 чёрный конь · h6 чёрный слон · d5 белый конь · f5 чёрный ферзь · c4 белый слон · f4 чёрная пешка · d3 белая пешка · f3 белый ферзь · a2 белая пешка · b2 белая пешка · c2 белая пешка · d2 белый слон · g2 белая пешка · h2 белая пешка · e1 белая ладья · f1 белая ладья · g1 белый король | a8 чёрная ладья · c8 чёрный слон · d8 чёрный король · h8 чёрная ладья · a7 чёрная пешка · b7 чёрная пешка · c7 чёрная пешка · d7 чёрная пешка · e7 чёрный конь · f7 чёрная пешка · h7 чёрная пешка · c6 чёрный конь · h6 чёрный слон · d5 белый конь · f5 чёрный ферзь · c4 белый слон · f4 чёрная пешка · d3 белая пешка · f3 белый ферзь · a2 белая пешка · b2 белая пешка · c2 белая пешка · d2 белый слон · g2 белая пешка · h2 белая пешка · e1 белая ладья · f1 белая ладья · g1 белый король | 7 |
| 6 | a8 чёрная ладья · c8 чёрный слон · d8 чёрный король · h8 чёрная ладья · a7 чёрная пешка · b7 чёрная пешка · c7 чёрная пешка · d7 чёрная пешка · e7 чёрный конь · f7 чёрная пешка · h7 чёрная пешка · c6 чёрный конь · h6 чёрный слон · d5 белый конь · f5 чёрный ферзь · c4 белый слон · f4 чёрная пешка · d3 белая пешка · f3 белый ферзь · a2 белая пешка · b2 белая пешка · c2 белая пешка · d2 белый слон · g2 белая пешка · h2 белая пешка · e1 белая ладья · f1 белая ладья · g1 белый король | a8 чёрная ладья · c8 чёрный слон · d8 чёрный король · h8 чёрная ладья · a7 чёрная пешка · b7 чёрная пешка · c7 чёрная пешка · d7 чёрная пешка · e7 чёрный конь · f7 чёрная пешка · h7 чёрная пешка · c6 чёрный конь · h6 чёрный слон · d5 белый конь · f5 чёрный ферзь · c4 белый слон · f4 чёрная пешка · d3 белая пешка · f3 белый ферзь · a2 белая пешка · b2 белая пешка · c2 белая пешка · d2 белый слон · g2 белая пешка · h2 белая пешка · e1 белая ладья · f1 белая ладья · g1 белый король | a8 чёрная ладья · c8 чёрный слон · d8 чёрный король · h8 чёрная ладья · a7 чёрная пешка · b7 чёрная пешка · c7 чёрная пешка · d7 чёрная пешка · e7 чёрный конь · f7 чёрная пешка · h7 чёрная пешка · c6 чёрный конь · h6 чёрный слон · d5 белый конь · f5 чёрный ферзь · c4 белый слон · f4 чёрная пешка · d3 белая пешка · f3 белый ферзь · a2 белая пешка · b2 белая пешка · c2 белая пешка · d2 белый слон · g2 белая пешка · h2 белая пешка · e1 белая ладья · f1 белая ладья · g1 белый король | a8 чёрная ладья · c8 чёрный слон · d8 чёрный король · h8 чёрная ладья · a7 чёрная пешка · b7 чёрная пешка · c7 чёрная пешка · d7 чёрная пешка · e7 чёрный конь · f7 чёрная пешка · h7 чёрная пешка · c6 чёрный конь · h6 чёрный слон · d5 белый конь · f5 чёрный ферзь · c4 белый слон · f4 чёрная пешка · d3 белая пешка · f3 белый ферзь · a2 белая пешка · b2 белая пешка · c2 белая пешка · d2 белый слон · g2 белая пешка · h2 белая пешка · e1 белая ладья · f1 белая ладья · g1 белый король | a8 чёрная ладья · c8 чёрный слон · d8 чёрный король · h8 чёрная ладья · a7 чёрная пешка · b7 чёрная пешка · c7 чёрная пешка · d7 чёрная пешка · e7 чёрный конь · f7 чёрная пешка · h7 чёрная пешка · c6 чёрный конь · h6 чёрный слон · d5 белый конь · f5 чёрный ферзь · c4 белый слон · f4 чёрная пешка · d3 белая пешка · f3 белый ферзь · a2 белая пешка · b2 белая пешка · c2 белая пешка · d2 белый слон · g2 белая пешка · h2 белая пешка · e1 белая ладья · f1 белая ладья · g1 белый король | a8 чёрная ладья · c8 чёрный слон · d8 чёрный король · h8 чёрная ладья · a7 чёрная пешка · b7 чёрная пешка · c7 чёрная пешка · d7 чёрная пешка · e7 чёрный конь · f7 чёрная пешка · h7 чёрная пешка · c6 чёрный конь · h6 чёрный слон · d5 белый конь · f5 чёрный ферзь · c4 белый слон · f4 чёрная пешка · d3 белая пешка · f3 белый ферзь · a2 белая пешка · b2 белая пешка · c2 белая пешка · d2 белый слон · g2 белая пешка · h2 белая пешка · e1 белая ладья · f1 белая ладья · g1 белый король | a8 чёрная ладья · c8 чёрный слон · d8 чёрный король · h8 чёрная ладья · a7 чёрная пешка · b7 чёрная пешка · c7 чёрная пешка · d7 чёрная пешка · e7 чёрный конь · f7 чёрная пешка · h7 чёрная пешка · c6 чёрный конь · h6 чёрный слон · d5 белый конь · f5 чёрный ферзь · c4 белый слон · f4 чёрная пешка · d3 белая пешка · f3 белый ферзь · a2 белая пешка · b2 белая пешка · c2 белая пешка · d2 белый слон · g2 белая пешка · h2 белая пешка · e1 белая ладья · f1 белая ладья · g1 белый король | a8 чёрная ладья · c8 чёрный слон · d8 чёрный король · h8 чёрная ладья · a7 чёрная пешка · b7 чёрная пешка · c7 чёрная пешка · d7 чёрная пешка · e7 чёрный конь · f7 чёрная пешка · h7 чёрная пешка · c6 чёрный конь · h6 чёрный слон · d5 белый конь · f5 чёрный ферзь · c4 белый слон · f4 чёрная пешка · d3 белая пешка · f3 белый ферзь · a2 белая пешка · b2 белая пешка · c2 белая пешка · d2 белый слон · g2 белая пешка · h2 белая пешка · e1 белая ладья · f1 белая ладья · g1 белый король | 6 |
| 5 | a8 чёрная ладья · c8 чёрный слон · d8 чёрный король · h8 чёрная ладья · a7 чёрная пешка · b7 чёрная пешка · c7 чёрная пешка · d7 чёрная пешка · e7 чёрный конь · f7 чёрная пешка · h7 чёрная пешка · c6 чёрный конь · h6 чёрный слон · d5 белый конь · f5 чёрный ферзь · c4 белый слон · f4 чёрная пешка · d3 белая пешка · f3 белый ферзь · a2 белая пешка · b2 белая пешка · c2 белая пешка · d2 белый слон · g2 белая пешка · h2 белая пешка · e1 белая ладья · f1 белая ладья · g1 белый король | a8 чёрная ладья · c8 чёрный слон · d8 чёрный король · h8 чёрная ладья · a7 чёрная пешка · b7 чёрная пешка · c7 чёрная пешка · d7 чёрная пешка · e7 чёрный конь · f7 чёрная пешка · h7 чёрная пешка · c6 чёрный конь · h6 чёрный слон · d5 белый конь · f5 чёрный ферзь · c4 белый слон · f4 чёрная пешка · d3 белая пешка · f3 белый ферзь · a2 белая пешка · b2 белая пешка · c2 белая пешка · d2 белый слон · g2 белая пешка · h2 белая пешка · e1 белая ладья · f1 белая ладья · g1 белый король | a8 чёрная ладья · c8 чёрный слон · d8 чёрный король · h8 чёрная ладья · a7 чёрная пешка · b7 чёрная пешка · c7 чёрная пешка · d7 чёрная пешка · e7 чёрный конь · f7 чёрная пешка · h7 чёрная пешка · c6 чёрный конь · h6 чёрный слон · d5 белый конь · f5 чёрный ферзь · c4 белый слон · f4 чёрная пешка · d3 белая пешка · f3 белый ферзь · a2 белая пешка · b2 белая пешка · c2 белая пешка · d2 белый слон · g2 белая пешка · h2 белая пешка · e1 белая ладья · f1 белая ладья · g1 белый король | a8 чёрная ладья · c8 чёрный слон · d8 чёрный король · h8 чёрная ладья · a7 чёрная пешка · b7 чёрная пешка · c7 чёрная пешка · d7 чёрная пешка · e7 чёрный конь · f7 чёрная пешка · h7 чёрная пешка · c6 чёрный конь · h6 чёрный слон · d5 белый конь · f5 чёрный ферзь · c4 белый слон · f4 чёрная пешка · d3 белая пешка · f3 белый ферзь · a2 белая пешка · b2 белая пешка · c2 белая пешка · d2 белый слон · g2 белая пешка · h2 белая пешка · e1 белая ладья · f1 белая ладья · g1 белый король | a8 чёрная ладья · c8 чёрный слон · d8 чёрный король · h8 чёрная ладья · a7 чёрная пешка · b7 чёрная пешка · c7 чёрная пешка · d7 чёрная пешка · e7 чёрный конь · f7 чёрная пешка · h7 чёрная пешка · c6 чёрный конь · h6 чёрный слон · d5 белый конь · f5 чёрный ферзь · c4 белый слон · f4 чёрная пешка · d3 белая пешка · f3 белый ферзь · a2 белая пешка · b2 белая пешка · c2 белая пешка · d2 белый слон · g2 белая пешка · h2 белая пешка · e1 белая ладья · f1 белая ладья · g1 белый король | a8 чёрная ладья · c8 чёрный слон · d8 чёрный король · h8 чёрная ладья · a7 чёрная пешка · b7 чёрная пешка · c7 чёрная пешка · d7 чёрная пешка · e7 чёрный конь · f7 чёрная пешка · h7 чёрная пешка · c6 чёрный конь · h6 чёрный слон · d5 белый конь · f5 чёрный ферзь · c4 белый слон · f4 чёрная пешка · d3 белая пешка · f3 белый ферзь · a2 белая пешка · b2 белая пешка · c2 белая пешка · d2 белый слон · g2 белая пешка · h2 белая пешка · e1 белая ладья · f1 белая ладья · g1 белый король | a8 чёрная ладья · c8 чёрный слон · d8 чёрный король · h8 чёрная ладья · a7 чёрная пешка · b7 чёрная пешка · c7 чёрная пешка · d7 чёрная пешка · e7 чёрный конь · f7 чёрная пешка · h7 чёрная пешка · c6 чёрный конь · h6 чёрный слон · d5 белый конь · f5 чёрный ферзь · c4 белый слон · f4 чёрная пешка · d3 белая пешка · f3 белый ферзь · a2 белая пешка · b2 белая пешка · c2 белая пешка · d2 белый слон · g2 белая пешка · h2 белая пешка · e1 белая ладья · f1 белая ладья · g1 белый король | a8 чёрная ладья · c8 чёрный слон · d8 чёрный король · h8 чёрная ладья · a7 чёрная пешка · b7 чёрная пешка · c7 чёрная пешка · d7 чёрная пешка · e7 чёрный конь · f7 чёрная пешка · h7 чёрная пешка · c6 чёрный конь · h6 чёрный слон · d5 белый конь · f5 чёрный ферзь · c4 белый слон · f4 чёрная пешка · d3 белая пешка · f3 белый ферзь · a2 белая пешка · b2 белая пешка · c2 белая пешка · d2 белый слон · g2 белая пешка · h2 белая пешка · e1 белая ладья · f1 белая ладья · g1 белый король | 5 |
| 4 | a8 чёрная ладья · c8 чёрный слон · d8 чёрный король · h8 чёрная ладья · a7 чёрная пешка · b7 чёрная пешка · c7 чёрная пешка · d7 чёрная пешка · e7 чёрный конь · f7 чёрная пешка · h7 чёрная пешка · c6 чёрный конь · h6 чёрный слон · d5 белый конь · f5 чёрный ферзь · c4 белый слон · f4 чёрная пешка · d3 белая пешка · f3 белый ферзь · a2 белая пешка · b2 белая пешка · c2 белая пешка · d2 белый слон · g2 белая пешка · h2 белая пешка · e1 белая ладья · f1 белая ладья · g1 белый король | a8 чёрная ладья · c8 чёрный слон · d8 чёрный король · h8 чёрная ладья · a7 чёрная пешка · b7 чёрная пешка · c7 чёрная пешка · d7 чёрная пешка · e7 чёрный конь · f7 чёрная пешка · h7 чёрная пешка · c6 чёрный конь · h6 чёрный слон · d5 белый конь · f5 чёрный ферзь · c4 белый слон · f4 чёрная пешка · d3 белая пешка · f3 белый ферзь · a2 белая пешка · b2 белая пешка · c2 белая пешка · d2 белый слон · g2 белая пешка · h2 белая пешка · e1 белая ладья · f1 белая ладья · g1 белый король | a8 чёрная ладья · c8 чёрный слон · d8 чёрный король · h8 чёрная ладья · a7 чёрная пешка · b7 чёрная пешка · c7 чёрная пешка · d7 чёрная пешка · e7 чёрный конь · f7 чёрная пешка · h7 чёрная пешка · c6 чёрный конь · h6 чёрный слон · d5 белый конь · f5 чёрный ферзь · c4 белый слон · f4 чёрная пешка · d3 белая пешка · f3 белый ферзь · a2 белая пешка · b2 белая пешка · c2 белая пешка · d2 белый слон · g2 белая пешка · h2 белая пешка · e1 белая ладья · f1 белая ладья · g1 белый король | a8 чёрная ладья · c8 чёрный слон · d8 чёрный король · h8 чёрная ладья · a7 чёрная пешка · b7 чёрная пешка · c7 чёрная пешка · d7 чёрная пешка · e7 чёрный конь · f7 чёрная пешка · h7 чёрная пешка · c6 чёрный конь · h6 чёрный слон · d5 белый конь · f5 чёрный ферзь · c4 белый слон · f4 чёрная пешка · d3 белая пешка · f3 белый ферзь · a2 белая пешка · b2 белая пешка · c2 белая пешка · d2 белый слон · g2 белая пешка · h2 белая пешка · e1 белая ладья · f1 белая ладья · g1 белый король | a8 чёрная ладья · c8 чёрный слон · d8 чёрный король · h8 чёрная ладья · a7 чёрная пешка · b7 чёрная пешка · c7 чёрная пешка · d7 чёрная пешка · e7 чёрный конь · f7 чёрная пешка · h7 чёрная пешка · c6 чёрный конь · h6 чёрный слон · d5 белый конь · f5 чёрный ферзь · c4 белый слон · f4 чёрная пешка · d3 белая пешка · f3 белый ферзь · a2 белая пешка · b2 белая пешка · c2 белая пешка · d2 белый слон · g2 белая пешка · h2 белая пешка · e1 белая ладья · f1 белая ладья · g1 белый король | a8 чёрная ладья · c8 чёрный слон · d8 чёрный король · h8 чёрная ладья · a7 чёрная пешка · b7 чёрная пешка · c7 чёрная пешка · d7 чёрная пешка · e7 чёрный конь · f7 чёрная пешка · h7 чёрная пешка · c6 чёрный конь · h6 чёрный слон · d5 белый конь · f5 чёрный ферзь · c4 белый слон · f4 чёрная пешка · d3 белая пешка · f3 белый ферзь · a2 белая пешка · b2 белая пешка · c2 белая пешка · d2 белый слон · g2 белая пешка · h2 белая пешка · e1 белая ладья · f1 белая ладья · g1 белый король | a8 чёрная ладья · c8 чёрный слон · d8 чёрный король · h8 чёрная ладья · a7 чёрная пешка · b7 чёрная пешка · c7 чёрная пешка · d7 чёрная пешка · e7 чёрный конь · f7 чёрная пешка · h7 чёрная пешка · c6 чёрный конь · h6 чёрный слон · d5 белый конь · f5 чёрный ферзь · c4 белый слон · f4 чёрная пешка · d3 белая пешка · f3 белый ферзь · a2 белая пешка · b2 белая пешка · c2 белая пешка · d2 белый слон · g2 белая пешка · h2 белая пешка · e1 белая ладья · f1 белая ладья · g1 белый король | a8 чёрная ладья · c8 чёрный слон · d8 чёрный король · h8 чёрная ладья · a7 чёрная пешка · b7 чёрная пешка · c7 чёрная пешка · d7 чёрная пешка · e7 чёрный конь · f7 чёрная пешка · h7 чёрная пешка · c6 чёрный конь · h6 чёрный слон · d5 белый конь · f5 чёрный ферзь · c4 белый слон · f4 чёрная пешка · d3 белая пешка · f3 белый ферзь · a2 белая пешка · b2 белая пешка · c2 белая пешка · d2 белый слон · g2 белая пешка · h2 белая пешка · e1 белая ладья · f1 белая ладья · g1 белый король | 4 |
| 3 | a8 чёрная ладья · c8 чёрный слон · d8 чёрный король · h8 чёрная ладья · a7 чёрная пешка · b7 чёрная пешка · c7 чёрная пешка · d7 чёрная пешка · e7 чёрный конь · f7 чёрная пешка · h7 чёрная пешка · c6 чёрный конь · h6 чёрный слон · d5 белый конь · f5 чёрный ферзь · c4 белый слон · f4 чёрная пешка · d3 белая пешка · f3 белый ферзь · a2 белая пешка · b2 белая пешка · c2 белая пешка · d2 белый слон · g2 белая пешка · h2 белая пешка · e1 белая ладья · f1 белая ладья · g1 белый король | a8 чёрная ладья · c8 чёрный слон · d8 чёрный король · h8 чёрная ладья · a7 чёрная пешка · b7 чёрная пешка · c7 чёрная пешка · d7 чёрная пешка · e7 чёрный конь · f7 чёрная пешка · h7 чёрная пешка · c6 чёрный конь · h6 чёрный слон · d5 белый конь · f5 чёрный ферзь · c4 белый слон · f4 чёрная пешка · d3 белая пешка · f3 белый ферзь · a2 белая пешка · b2 белая пешка · c2 белая пешка · d2 белый слон · g2 белая пешка · h2 белая пешка · e1 белая ладья · f1 белая ладья · g1 белый король | a8 чёрная ладья · c8 чёрный слон · d8 чёрный король · h8 чёрная ладья · a7 чёрная пешка · b7 чёрная пешка · c7 чёрная пешка · d7 чёрная пешка · e7 чёрный конь · f7 чёрная пешка · h7 чёрная пешка · c6 чёрный конь · h6 чёрный слон · d5 белый конь · f5 чёрный ферзь · c4 белый слон · f4 чёрная пешка · d3 белая пешка · f3 белый ферзь · a2 белая пешка · b2 белая пешка · c2 белая пешка · d2 белый слон · g2 белая пешка · h2 белая пешка · e1 белая ладья · f1 белая ладья · g1 белый король | a8 чёрная ладья · c8 чёрный слон · d8 чёрный король · h8 чёрная ладья · a7 чёрная пешка · b7 чёрная пешка · c7 чёрная пешка · d7 чёрная пешка · e7 чёрный конь · f7 чёрная пешка · h7 чёрная пешка · c6 чёрный конь · h6 чёрный слон · d5 белый конь · f5 чёрный ферзь · c4 белый слон · f4 чёрная пешка · d3 белая пешка · f3 белый ферзь · a2 белая пешка · b2 белая пешка · c2 белая пешка · d2 белый слон · g2 белая пешка · h2 белая пешка · e1 белая ладья · f1 белая ладья · g1 белый король | a8 чёрная ладья · c8 чёрный слон · d8 чёрный король · h8 чёрная ладья · a7 чёрная пешка · b7 чёрная пешка · c7 чёрная пешка · d7 чёрная пешка · e7 чёрный конь · f7 чёрная пешка · h7 чёрная пешка · c6 чёрный конь · h6 чёрный слон · d5 белый конь · f5 чёрный ферзь · c4 белый слон · f4 чёрная пешка · d3 белая пешка · f3 белый ферзь · a2 белая пешка · b2 белая пешка · c2 белая пешка · d2 белый слон · g2 белая пешка · h2 белая пешка · e1 белая ладья · f1 белая ладья · g1 белый король | a8 чёрная ладья · c8 чёрный слон · d8 чёрный король · h8 чёрная ладья · a7 чёрная пешка · b7 чёрная пешка · c7 чёрная пешка · d7 чёрная пешка · e7 чёрный конь · f7 чёрная пешка · h7 чёрная пешка · c6 чёрный конь · h6 чёрный слон · d5 белый конь · f5 чёрный ферзь · c4 белый слон · f4 чёрная пешка · d3 белая пешка · f3 белый ферзь · a2 белая пешка · b2 белая пешка · c2 белая пешка · d2 белый слон · g2 белая пешка · h2 белая пешка · e1 белая ладья · f1 белая ладья · g1 белый король | a8 чёрная ладья · c8 чёрный слон · d8 чёрный король · h8 чёрная ладья · a7 чёрная пешка · b7 чёрная пешка · c7 чёрная пешка · d7 чёрная пешка · e7 чёрный конь · f7 чёрная пешка · h7 чёрная пешка · c6 чёрный конь · h6 чёрный слон · d5 белый конь · f5 чёрный ферзь · c4 белый слон · f4 чёрная пешка · d3 белая пешка · f3 белый ферзь · a2 белая пешка · b2 белая пешка · c2 белая пешка · d2 белый слон · g2 белая пешка · h2 белая пешка · e1 белая ладья · f1 белая ладья · g1 белый король | a8 чёрная ладья · c8 чёрный слон · d8 чёрный король · h8 чёрная ладья · a7 чёрная пешка · b7 чёрная пешка · c7 чёрная пешка · d7 чёрная пешка · e7 чёрный конь · f7 чёрная пешка · h7 чёрная пешка · c6 чёрный конь · h6 чёрный слон · d5 белый конь · f5 чёрный ферзь · c4 белый слон · f4 чёрная пешка · d3 белая пешка · f3 белый ферзь · a2 белая пешка · b2 белая пешка · c2 белая пешка · d2 белый слон · g2 белая пешка · h2 белая пешка · e1 белая ладья · f1 белая ладья · g1 белый король | 3 |
| 2 | a8 чёрная ладья · c8 чёрный слон · d8 чёрный король · h8 чёрная ладья · a7 чёрная пешка · b7 чёрная пешка · c7 чёрная пешка · d7 чёрная пешка · e7 чёрный конь · f7 чёрная пешка · h7 чёрная пешка · c6 чёрный конь · h6 чёрный слон · d5 белый конь · f5 чёрный ферзь · c4 белый слон · f4 чёрная пешка · d3 белая пешка · f3 белый ферзь · a2 белая пешка · b2 белая пешка · c2 белая пешка · d2 белый слон · g2 белая пешка · h2 белая пешка · e1 белая ладья · f1 белая ладья · g1 белый король | a8 чёрная ладья · c8 чёрный слон · d8 чёрный король · h8 чёрная ладья · a7 чёрная пешка · b7 чёрная пешка · c7 чёрная пешка · d7 чёрная пешка · e7 чёрный конь · f7 чёрная пешка · h7 чёрная пешка · c6 чёрный конь · h6 чёрный слон · d5 белый конь · f5 чёрный ферзь · c4 белый слон · f4 чёрная пешка · d3 белая пешка · f3 белый ферзь · a2 белая пешка · b2 белая пешка · c2 белая пешка · d2 белый слон · g2 белая пешка · h2 белая пешка · e1 белая ладья · f1 белая ладья · g1 белый король | a8 чёрная ладья · c8 чёрный слон · d8 чёрный король · h8 чёрная ладья · a7 чёрная пешка · b7 чёрная пешка · c7 чёрная пешка · d7 чёрная пешка · e7 чёрный конь · f7 чёрная пешка · h7 чёрная пешка · c6 чёрный конь · h6 чёрный слон · d5 белый конь · f5 чёрный ферзь · c4 белый слон · f4 чёрная пешка · d3 белая пешка · f3 белый ферзь · a2 белая пешка · b2 белая пешка · c2 белая пешка · d2 белый слон · g2 белая пешка · h2 белая пешка · e1 белая ладья · f1 белая ладья · g1 белый король | a8 чёрная ладья · c8 чёрный слон · d8 чёрный король · h8 чёрная ладья · a7 чёрная пешка · b7 чёрная пешка · c7 чёрная пешка · d7 чёрная пешка · e7 чёрный конь · f7 чёрная пешка · h7 чёрная пешка · c6 чёрный конь · h6 чёрный слон · d5 белый конь · f5 чёрный ферзь · c4 белый слон · f4 чёрная пешка · d3 белая пешка · f3 белый ферзь · a2 белая пешка · b2 белая пешка · c2 белая пешка · d2 белый слон · g2 белая пешка · h2 белая пешка · e1 белая ладья · f1 белая ладья · g1 белый король | a8 чёрная ладья · c8 чёрный слон · d8 чёрный король · h8 чёрная ладья · a7 чёрная пешка · b7 чёрная пешка · c7 чёрная пешка · d7 чёрная пешка · e7 чёрный конь · f7 чёрная пешка · h7 чёрная пешка · c6 чёрный конь · h6 чёрный слон · d5 белый конь · f5 чёрный ферзь · c4 белый слон · f4 чёрная пешка · d3 белая пешка · f3 белый ферзь · a2 белая пешка · b2 белая пешка · c2 белая пешка · d2 белый слон · g2 белая пешка · h2 белая пешка · e1 белая ладья · f1 белая ладья · g1 белый король | a8 чёрная ладья · c8 чёрный слон · d8 чёрный король · h8 чёрная ладья · a7 чёрная пешка · b7 чёрная пешка · c7 чёрная пешка · d7 чёрная пешка · e7 чёрный конь · f7 чёрная пешка · h7 чёрная пешка · c6 чёрный конь · h6 чёрный слон · d5 белый конь · f5 чёрный ферзь · c4 белый слон · f4 чёрная пешка · d3 белая пешка · f3 белый ферзь · a2 белая пешка · b2 белая пешка · c2 белая пешка · d2 белый слон · g2 белая пешка · h2 белая пешка · e1 белая ладья · f1 белая ладья · g1 белый король | a8 чёрная ладья · c8 чёрный слон · d8 чёрный король · h8 чёрная ладья · a7 чёрная пешка · b7 чёрная пешка · c7 чёрная пешка · d7 чёрная пешка · e7 чёрный конь · f7 чёрная пешка · h7 чёрная пешка · c6 чёрный конь · h6 чёрный слон · d5 белый конь · f5 чёрный ферзь · c4 белый слон · f4 чёрная пешка · d3 белая пешка · f3 белый ферзь · a2 белая пешка · b2 белая пешка · c2 белая пешка · d2 белый слон · g2 белая пешка · h2 белая пешка · e1 белая ладья · f1 белая ладья · g1 белый король | a8 чёрная ладья · c8 чёрный слон · d8 чёрный король · h8 чёрная ладья · a7 чёрная пешка · b7 чёрная пешка · c7 чёрная пешка · d7 чёрная пешка · e7 чёрный конь · f7 чёрная пешка · h7 чёрная пешка · c6 чёрный конь · h6 чёрный слон · d5 белый конь · f5 чёрный ферзь · c4 белый слон · f4 чёрная пешка · d3 белая пешка · f3 белый ферзь · a2 белая пешка · b2 белая пешка · c2 белая пешка · d2 белый слон · g2 белая пешка · h2 белая пешка · e1 белая ладья · f1 белая ладья · g1 белый король | 2 |
| 1 | a8 чёрная ладья · c8 чёрный слон · d8 чёрный король · h8 чёрная ладья · a7 чёрная пешка · b7 чёрная пешка · c7 чёрная пешка · d7 чёрная пешка · e7 чёрный конь · f7 чёрная пешка · h7 чёрная пешка · c6 чёрный конь · h6 чёрный слон · d5 белый конь · f5 чёрный ферзь · c4 белый слон · f4 чёрная пешка · d3 белая пешка · f3 белый ферзь · a2 белая пешка · b2 белая пешка · c2 белая пешка · d2 белый слон · g2 белая пешка · h2 белая пешка · e1 белая ладья · f1 белая ладья · g1 белый король | a8 чёрная ладья · c8 чёрный слон · d8 чёрный король · h8 чёрная ладья · a7 чёрная пешка · b7 чёрная пешка · c7 чёрная пешка · d7 чёрная пешка · e7 чёрный конь · f7 чёрная пешка · h7 чёрная пешка · c6 чёрный конь · h6 чёрный слон · d5 белый конь · f5 чёрный ферзь · c4 белый слон · f4 чёрная пешка · d3 белая пешка · f3 белый ферзь · a2 белая пешка · b2 белая пешка · c2 белая пешка · d2 белый слон · g2 белая пешка · h2 белая пешка · e1 белая ладья · f1 белая ладья · g1 белый король | a8 чёрная ладья · c8 чёрный слон · d8 чёрный король · h8 чёрная ладья · a7 чёрная пешка · b7 чёрная пешка · c7 чёрная пешка · d7 чёрная пешка · e7 чёрный конь · f7 чёрная пешка · h7 чёрная пешка · c6 чёрный конь · h6 чёрный слон · d5 белый конь · f5 чёрный ферзь · c4 белый слон · f4 чёрная пешка · d3 белая пешка · f3 белый ферзь · a2 белая пешка · b2 белая пешка · c2 белая пешка · d2 белый слон · g2 белая пешка · h2 белая пешка · e1 белая ладья · f1 белая ладья · g1 белый король | a8 чёрная ладья · c8 чёрный слон · d8 чёрный король · h8 чёрная ладья · a7 чёрная пешка · b7 чёрная пешка · c7 чёрная пешка · d7 чёрная пешка · e7 чёрный конь · f7 чёрная пешка · h7 чёрная пешка · c6 чёрный конь · h6 чёрный слон · d5 белый конь · f5 чёрный ферзь · c4 белый слон · f4 чёрная пешка · d3 белая пешка · f3 белый ферзь · a2 белая пешка · b2 белая пешка · c2 белая пешка · d2 белый слон · g2 белая пешка · h2 белая пешка · e1 белая ладья · f1 белая ладья · g1 белый король | a8 чёрная ладья · c8 чёрный слон · d8 чёрный король · h8 чёрная ладья · a7 чёрная пешка · b7 чёрная пешка · c7 чёрная пешка · d7 чёрная пешка · e7 чёрный конь · f7 чёрная пешка · h7 чёрная пешка · c6 чёрный конь · h6 чёрный слон · d5 белый конь · f5 чёрный ферзь · c4 белый слон · f4 чёрная пешка · d3 белая пешка · f3 белый ферзь · a2 белая пешка · b2 белая пешка · c2 белая пешка · d2 белый слон · g2 белая пешка · h2 белая пешка · e1 белая ладья · f1 белая ладья · g1 белый король | a8 чёрная ладья · c8 чёрный слон · d8 чёрный король · h8 чёрная ладья · a7 чёрная пешка · b7 чёрная пешка · c7 чёрная пешка · d7 чёрная пешка · e7 чёрный конь · f7 чёрная пешка · h7 чёрная пешка · c6 чёрный конь · h6 чёрный слон · d5 белый конь · f5 чёрный ферзь · c4 белый слон · f4 чёрная пешка · d3 белая пешка · f3 белый ферзь · a2 белая пешка · b2 белая пешка · c2 белая пешка · d2 белый слон · g2 белая пешка · h2 белая пешка · e1 белая ладья · f1 белая ладья · g1 белый король | a8 чёрная ладья · c8 чёрный слон · d8 чёрный король · h8 чёрная ладья · a7 чёрная пешка · b7 чёрная пешка · c7 чёрная пешка · d7 чёрная пешка · e7 чёрный конь · f7 чёрная пешка · h7 чёрная пешка · c6 чёрный конь · h6 чёрный слон · d5 белый конь · f5 чёрный ферзь · c4 белый слон · f4 чёрная пешка · d3 белая пешка · f3 белый ферзь · a2 белая пешка · b2 белая пешка · c2 белая пешка · d2 белый слон · g2 белая пешка · h2 белая пешка · e1 белая ладья · f1 белая ладья · g1 белый король | a8 чёрная ладья · c8 чёрный слон · d8 чёрный король · h8 чёрная ладья · a7 чёрная пешка · b7 чёрная пешка · c7 чёрная пешка · d7 чёрная пешка · e7 чёрный конь · f7 чёрная пешка · h7 чёрная пешка · c6 чёрный конь · h6 чёрный слон · d5 белый конь · f5 чёрный ферзь · c4 белый слон · f4 чёрная пешка · d3 белая пешка · f3 белый ферзь · a2 белая пешка · b2 белая пешка · c2 белая пешка · d2 белый слон · g2 белая пешка · h2 белая пешка · e1 белая ладья · f1 белая ладья · g1 белый король | 1 |
|   | a | b | c | d | e | f | g | h |   |

5…g4:f3 6. Фd1:f3
Чёрные обороняются ходом 6.…Фf6!
[Гроссмейстер Дмитрий Андрейкин выбрал редкий ход 6. ...Сh6 против Хикару Накамуры в Чемпионате мира по блицу (2010). После 7. d4 Фh4 8. Кc3 черные сыграли 8. ...Кс6 (альтернативы 8. ...Ке7 или 8. ...d6)  и здесь белые не пошли на вариант 9. g3! Фf6! 10. e5! Кxd4! 11. ef! Кxf3+ 12. Лxf3 с отыгрышем фигуры и примерным равенством, а сыграли 9. Кd5!? и после взаимных ошибок 9. ...Крd8? (правильно 9. ...Кxd4 что могло привести к ничьей вечным шахом после 10. Фc3 Сg7 11. Крh1 Кf5 12. Фd3 Кg3+ 13. Крg1 b5 14. Кxc7+ Крd8 15. hg bc 16. Фxc4 fg 17. Лxf7 Лb8 18. Лxg7 Фh2+ 19. Крf1 Фh1+ 20. Крe2 Фxg2+ 21. Крd1 Фf3+ 22. Крe1 Фh1+) 10. с3? (выигрывало 10. g3!) 10. ...d6 11. Кxf4 Кgе7? (сильнее 11. ...Сg4 или 11. ...Сd7 с некоторым перевесом черных) 12.g3? (давало белым перевес 12. Сxf7) 12. ...Фg4 13. Фg2 Cd7 14. h3? (14. Сxf7 Сxf4 15. Лxf4 c компенсацией за фигуру) 14... Фg8! 15. Кh5 Сxc1 16. Лaxc1 Фg5 17. g4 Кg6 18. Лce1 Лf8 19. Фg3 Фh4 20. Фxh4+ Кxh4 21. Кf6 Кg6? (21. ...h6 или 21. ...Се6 сохраняло за черными перевес) 22. Кxh7 добились победы (1:0)]
В качестве сильного продолжения за белых здесь выступает ещё одна, тактическая, жертва центральной пешки ходом 7. e5!, как сыграл М. И. Чигорин в партии против А. Давыдова (1874). Отсутствие белой пешки открывает вертикаль e для прострела тяжёлыми фигурами.
Сильнейшим продолжением за обе стороны признается последовательность ходов 7. ...Ф:e5 8. d3 Сh6 9. Kc3 Ke7 10. Сd2 Кbc6 11. Лae1. Хотя черные вполне могут играть и 10... O-O 11. Лae1 Фd4+ 12. Крh1 (или 12.Лf2) Кbc6, сохраняя перевес. На 13. Кb5 Фg7 14. Сc3 Фg6 15. Кxc7 сильно 15. ...d5! с дальнейшим контрударом Сg4.
В этой позиции А. Д. Петров и Л. Паульсен независимо пришли к идее эффективного хода за чёрных 11. … Фf5!. Хотя у черных хорошие шансы отбить атаку и сохранить небольшой материальный перевес как после 11. ...Фd4+ 12. Крh1 O-O 13. Кb5 Фg7 14. Сc3 Фg6 15. Кxc7 d5 16. Кxd5 Кxd5 17. Фxd5 Лd8  так и после 11....Фc5+ 12. Крh1 O-O 13. Сxf4 Сg7 14. Сxc7 d5 15. Кxd5 Кxd5 16. Сxd5 Крh8. Ранее считалось, что в последнем варианте после 14.Се3 (?) Кd4 (?) 15.Cxf7+ Крh8 16.Фе4 у белых "грозная атака" , но правильно на 14.Се3? отвечать 14. ...Фa5! 15. Сxf7+ Крh8 после чего наиболее упорное 16. Кe4 d6 17. Кg5 Сf5 18. Фh5 наталкивается на 18. ...h6! и атака белых заходит в тупик. На 19.d4 сильнее всего 19. ... Кd8 20. Сb3 d5! с явным перевесом у черных.
Позиция после 12. Кd5 Крd8 считается ключевой для оценки идеи гамбита.
Белые не могут форсированно вынудить ничью повторением ходов, используя продолжение 13. Фe2! (ход найден М. И. Чигориным), так как после 13. …Фe6 14. Фf3 черные играют не 14...Фf5? , а 14. ...Фg6!, например, 15. Фe2 Лe8 16. Сxf4 Сxf4 17. Кxf4 Фg7 с перевесом у черных. Проигрывает 15. Сc3? Кxd5! 16. Сxh8 из-за 16. ...Кde7 17. d4 f6 18. d5 Кe5 19. Лxe5 fxe5 20. Сxe5 d6 21. Сxf4 Сxf4 22. Фxf4 Сf5.
Однако за белых имеются и варианты дальнейшей игры на атаку, посредством рискованных продолжений 13. Сc3 или 13. Лe4. М.И. Чигорин в упомянутой выше партии против А. Давыдова добился победы после 13. Сс3 Лe8 14. Сf6 Сg5?! 15. g4!? Фg6 16. Сxg5 Фxg5 17. h4!? (игра на обострение в объективно проигранной позиции) 17. ...Фxh4 18. Фxf4 d6 19. Кf6 Кe5? 20. Лxe5 dxe5 21. Фxe5 Сxg4?? хотя черные должны победить как после 14. ...d6! 15. Сb5 Сe6, так и после 19. ...Лf8! 20. Лe2 Сf5.
В качестве спорного продолжения вместо 8. d3 белые могут пожертвовать ещё и слона, сыграв 8. C:f7+!? (двойной гамбит Муцио). Теория варианта недостаточно разработана, однако практика убедительно свидетельствует в пользу этого хода для белых. Черные могут играть на удержание материального перевеса как путем 8. ...Крxf7 9. d4 Фf5 10. Сxf4 Кf6, так и посредством 8. ...Крd8 9. d3 Сh6!

## Другие варианты
Чёрные могут попробовать отклонить или временно отклонить гамбит, сыграв 5.…d5, как это сделал Р. Шпильман в партии с Ауэрбахом (1912). Однако этот контрудар не ослабляет позиции белых. Тем не менее, после сильнейшего 6. ed gf 7. Фxf3 Сd6 8. d4 Фf6 позиция черных позволяет им играть на удержание материального перевеса. Вполне возможно и 5. ...Фf6 6. d4 gf 7. Лxf3 d5 8. Лxf4 Фg6 9. ed Сd6 с перевесом у черных.